# Sticklinge naturreservat
Sticklinge  naturreservat är ett kommunalt naturreservat i Lidingö kommun i Stockholms län.
Området är naturskyddat sedan 2021 och är 108 hektar stort. Naturreservatet ligger vid kusten på nordvästra Lidingö söder om Sticklinge och består av skogar, kuststräckor och gräsmarker.